# ジュリアナ・ペーニャ
ジュリアナ・ペーニャ（Julianna Peña、1989年8月19日 - ）は、アメリカ合衆国の女性総合格闘家。ワシントン州スポケーン出身。シクジュツ/ルイス・クラウディオ・コンバットチーム/バレ・フロー・ストライキング/グレゴリー・ボクシング & ムエタイ所属。元UFC世界女子バンタム級王者。UFC世界女子バンタム級ランキング1位。UFC女子パウンド・フォー・パウンド・ランキング5位。TUF 18女子バンタム級優勝。

## 来歴
アマチュアで3戦全勝を記録してプロへ転向。
2009年5月9日、プロデビュー戦をリアネイキドチョークで1R一本勝ち。

### UFC
2013年11月30日、UFCデビュー戦をThe Ultimate Fighter 18 Finaleでジェシカ・ラーコーツィと対戦し、マウントパンチで1RTKO勝ち。
組み技のトレーニング中に右膝の前十字靱帯、内側側副靱帯、外側側副靱帯、半月板を損傷して長期欠場する。
2015年4月4日、UFC Fight Night: Mendes vs. Lamasでミラナ・ドゥディエヴァと対戦し、グラウンドの肘打ちで1RTKO勝ち。パフォーマンス・オブ・ザ・ナイトを受賞した。
2015年10月3日、UFC 192で女子バンタム級ランキング6位のジェシカ・アイと対戦し、3-0の判定勝ち。
2016年7月9日、UFC 200で女子バンタム級ランキング3位のキャット・ジンガノと対戦し、3-0の判定勝ち。
2017年1月28日、UFC on FOX 23で女子バンタム級ランキング1位のヴァレンティーナ・シェフチェンコと対戦し、腕ひしぎ十字固めで2R一本負け。
2020年10月4日、UFC on ESPN: Holm vs. Aldanaで女子バンタム級ランキング1位のジャーメイン・デ・ランダミーと対戦し、3Rにギロチンチョークで締め落とされて一本負け。
2021年1月24日、UFC 257で女子バンタム級ランキング9位のサラ・マクマンと対戦し、リアネイキドチョークで3R一本勝ち。

#### UFC世界王座獲得
2021年12月11日、UFC 269のUFC世界女子バンタム級タイトルマッチで王者アマンダ・ヌネスに挑戦。試合前のオッズでは1倍対7.6倍で圧倒的不利と目されていたが、下馬評を覆してリアネイキドチョークで2R一本勝ち。王座獲得に成功し、パフォーマンス・オブ・ザ・ナイトを受賞した。試合後、多くのメディアがこの勝利を「UFC史上最大の番狂わせの一つ」と評した。
2022年5月、リアリティ番組「The Ultimate Fighter」のシーズン30でアマンダ・ヌネスと共にそれぞれのチームのコーチを務めた。

#### 世界王座陥落
2022年7月30日、UFC 277のUFC世界女子バンタム級タイトルマッチで女子バンタム級ランキング1位のUFC世界女子フェザー級王者アマンダ・ヌネスと再戦し、0-3の5R判定負け。王座から陥落し、リベンジを許した。

#### UFC世界王座再獲得
2024年10月5日、約2年3カ月ぶりの復帰戦となったUFC 307のUFC世界女子バンタム級タイトルマッチで王者ラケル・ペニントンに挑戦し、2-1の5R判定勝ち。王座再獲得に成功したが、海外MMAメディアサイトの採点で記者26人中25人がペニントンの勝利を支持するなど物議を醸す判定となった。

#### 世界王座陥落
2025年6月7日、UFC 316のUFC世界女子バンタム級タイトルマッチで女子バンタム級ランキング1位の挑戦者ケイラ・ハリソンと対戦し、キムラロックで2R一本負け。王座から陥落した。

## 人物・エピソード
- 2018年1月に娘が誕生している。

## 犯罪・トラブル
2015年12月20日、ワシントン州スポケーンにて、ストリートファイトに巻き込まれて負傷したトレーニングパートナーの手当てをするため閉店後のバーに入ろうとしたが、バーテンダーと警備員から入店を拒否されたため、逆上し2人の従業員の下腹部を蹴った容疑で逮捕、起訴された。後の裁判で、ペーニャが1年以内に他の事件を起こさなかった場合、本件を不起訴とする判決が下された。

## 戦績

### プロ総合格闘技
| 総合格闘技 戦績 | 総合格闘技 戦績 | 総合格闘技 戦績 | 総合格闘技 戦績 | 総合格闘技 戦績 | 総合格闘技 戦績 | 総合格闘技 戦績 |
| --------------- | --------------- | --------------- | --------------- | --------------- | --------------- | --------------- |
| 18 試合         | (T)KO           | 一本            | 判定            | その他          | 引き分け        | 無効試合        |
| 12 勝           | 3               | 5               | 4               | 0               | 0               | 0               |
| 6 敗            | 1               | 3               | 2               | 0               | 0               | 0               |

| 勝敗 | 対戦相手                         | 試合結果                          | 大会名                                                                      | 開催年月日     |
| ×    | ケイラ・ハリソン                 | 2R 4:55 キムラロック              | UFC 316: Dvalishvili vs. O'Malley 2 【UFC世界女子バンタム級タイトルマッチ】 | 2025年6月7日   |
| ○    | ラケル・ペニントン               | 5分5R終了 判定2-1                 | UFC 307: Pereira vs. Rountree 【UFC世界女子バンタム級タイトルマッチ】       | 2024年10月5日  |
| ×    | アマンダ・ヌネス                 | 5分5R終了 判定0-3                 | UFC 277: Peña vs. Nunes 2 【UFC世界女子バンタム級タイトルマッチ】           | 2022年7月30日  |
| ○    | アマンダ・ヌネス                 | 2R 3:26 リアネイキドチョーク      | UFC 269: Oliveira vs. Poirier 【UFC世界女子バンタム級タイトルマッチ】       | 2021年12月11日 |
| ○    | サラ・マクマン                   | 3R 3:39 リアネイキドチョーク      | UFC 257: Poirier vs. McGregor 2                                             | 2021年1月24日  |
| ×    | ジャーメイン・デ・ランダミー     | 3R 3:25 ギロチンチョーク          | UFC on ESPN 16: Holm vs. Aldana                                             | 2020年10月4日  |
| ○    | ニコ・モンターニョ               | 5分3R終了 判定3-0                 | UFC Fight Night: de Randamie vs. Ladd                                       | 2019年7月13日  |
| ×    | ヴァレンティーナ・シェフチェンコ | 2R 4:29 腕ひしぎ十字固め          | UFC on FOX 23: Shevchenko vs. Pena                                          | 2017年1月28日  |
| ○    | キャット・ジンガノ               | 5分3R終了 判定3-0                 | UFC 200: Tate vs. Nunes                                                     | 2016年7月9日   |
| ○    | ジェシカ・アイ                   | 5分3R終了 判定3-0                 | UFC 192: Cormier vs. Gustafsson                                             | 2015年10月3日  |
| ○    | ミラナ・ドゥディエヴァ           | 1R 3:59 TKO（グラウンドの肘打ち） | UFC Fight Night: Mendes vs. Lamas                                           | 2015年4月4日   |
| ○    | ジェシカ・ラーコーツィ           | 1R 4:59 TKO（マウントパンチ）     | The Ultimate Fighter 18 Finale 【女子バンタム級トーナメント 決勝】          | 2013年11月30日 |
| ×    | ディアナ・ベネット               | 5分3R終了 判定0-3                 | Showdown Fights 10                                                          | 2013年2月8日   |
| ×    | サラ・モーラス                   | 2R終了時 TKO（ドクターストップ）  | Conquest of the Cage 11                                                     | 2012年4月19日  |
| ○    | レイチェル・スワッツ             | 2R 0:17 フロントチョーク          | Conquest of the Cage 10                                                     | 2011年12月15日 |
| ○    | ステファニー・ウェバー           | 2R 2:54 腕ひしぎ十字固め          | CageSport 8                                                                 | 2009年12月5日  |
| ○    | ロビン・ダン                     | 1R TKO（パンチ）                  | IFC: Caged Combat                                                           | 2009年8月15日  |
| ○    | レイリーン・ハーヴェイ           | 1R 2:58 リアネイキドチョーク      | ExciteFight                                                                 | 2009年5月9日   |

### 総合格闘技エキシビション
| 勝敗 | 対戦相手             | 試合結果                     | 大会名                                          | 開催年月日    |
| ○    | サラ・モラス         | 2R 3:31 ギロチンチョーク     | The Ultimate Fighter: Team Rousey vs. Team Tate | 2013年7月2日  |
| ○    | シェイナ・ベイズラー | 2R 3:08 リアネイキドチョーク | The Ultimate Fighter: Team Rousey vs. Team Tate | 2013年6月6日  |
| ○    | ジーナ・マザニー     | 5分2R終了 判定3-0            | The Ultimate Fighter: Team Rousey vs. Team Tate | 2013年5月29日 |

## 獲得タイトル
- The Ultimate Fighter 18 女子バンタム級トーナメント 優勝（2013年）
- 第5代UFC世界女子バンタム級王座（2021年）
- 第8代UFC世界女子バンタム級王座（2024年）

## 表彰
- UFC パフォーマンス・オブ・ザ・ナイト（2回）